# Moshopha
Moshopha – wieś w Botswanie w dystrykcie Central. Według spisu ludności z 2011 roku wieś liczyła 1373 mieszkańców.